# Srŏk Dângtóng
Srŏk Dângtóng är ett distrikt i Kambodja.   Det ligger i provinsen Kampot, i den södra delen av landet, 110 km sydväst om huvudstaden Phnom Penh. Antalet invånare är 50 167.